# Compassió

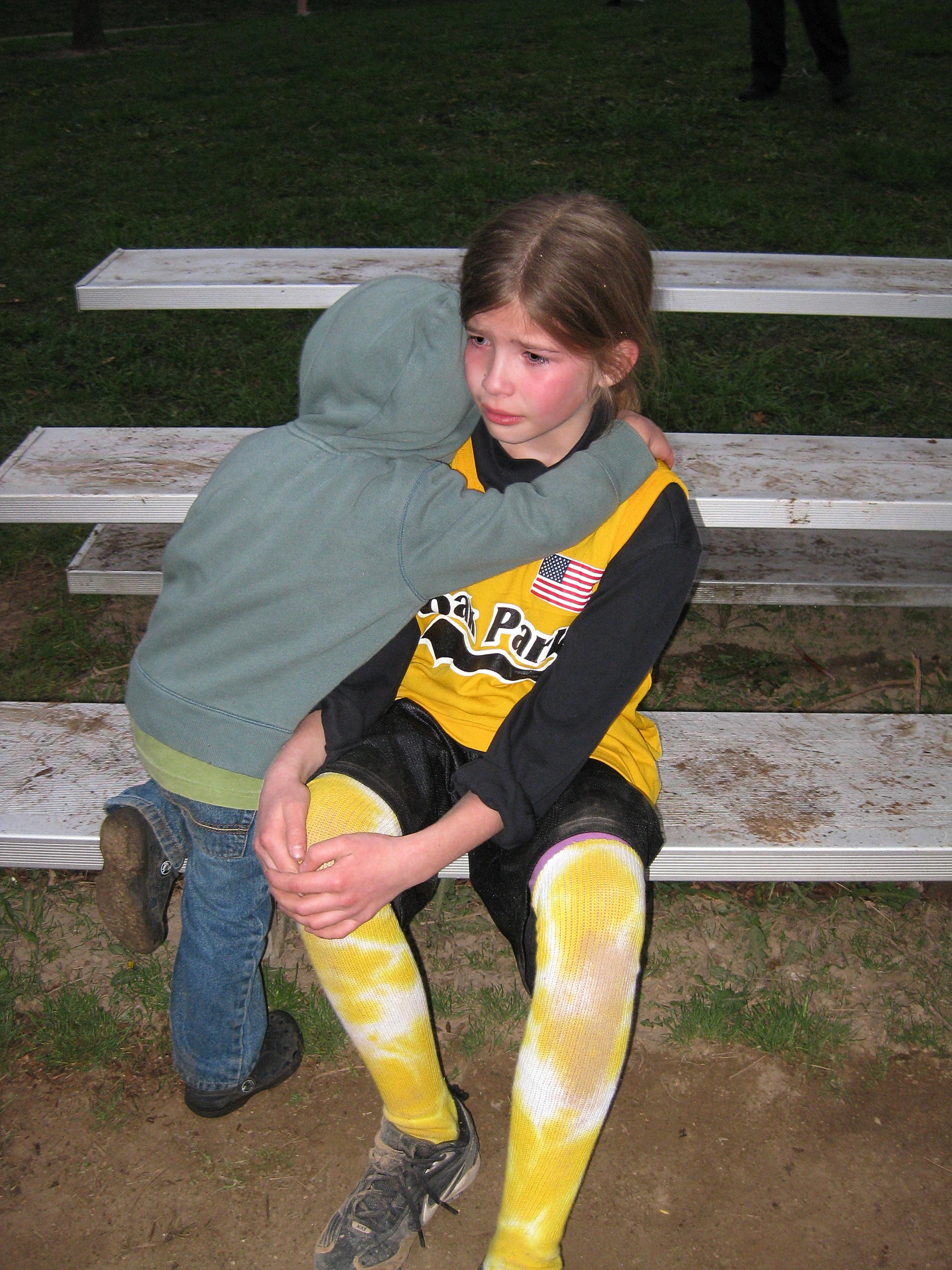
Una mostra de compassió.

La compassió, concepte procedent del terme cristià en llatí compassiō, format per com- ('amb') i passiō ('patiment'), és un sentiment mitjançant el qual hom comparteix el sofriment d'altri. A diferència de la pietat o de l'empatia, la compassió implica sovint el desig d'ajudar, la voluntat d'implicar-se per tal d'alleugerir la pena de l'altre.
És considerada per gairebé totes les principals tradicions religioses i per altres corrents de pensament com una de les més grans virtuts. Altres virtuts que harmonitzen amb la compassió inclouen la paciència, la saviesa, la bondat, la perseverança, la calidesa i la resolució. Sovint, encara que no inevitablement, és el component clau de l'altruisme. La diferència entre la simpatia i la compassió és que el primer respon al sofriment dels altres amb dolor i preocupació, mentre que el segon respon amb calidesa i cura. Un article de Clinical Psychology Review suggereix que "la compassió consta de tres etapes: notar, sentir i respondre".
Es considera una emoció que barreja amor i tristesa i, per tant, un sentiment compost i no bàsic. Pot minvar per excés d'exposició al patiment aliè, llavors la persona s'immunitza per no patir massa, és un fenomen observat a certes professions socials. Igualment, disminueix si els sofrents són molt nombrosos i es tornen anònims. En canvi, augmenta quan la persona que pateix és propera o individua.

## Psicologia

### Connexió
La compassió s'ha associat i s'ha investigat en els camps de la psicologia positiva i la psicologia social. La compassió és un procés de connexió mitjançant la identificació amb una altra persona. Aquesta identificació amb els altres a través de la compassió pot conduir a una major motivació per fer alguna cosa en un esforç per alleujar el patiment dels altres.
Paul Ekman descriu una "taxonomia de la compassió" que inclou: reconeixement emocional (conèixer com se sent una altra persona), ressonància emocional (sentir emocions que sent una altra persona), connexió familiar (cuidador-fill), compassió global (estendre la compassió a tothom en el món), la compassió sensible (compassió estesa a altres espècies) i la compassió heroica (compassió que comporta un risc).
Ekman també distingeix la compassió proximal (és a dir, en el moment) de la compassió distal (és a dir, predir el futur; previsió afectiva): "... té implicacions en termes de com fomentem la compassió. Tots estem familiaritzats amb la compassió proximal: algú cau al carrer, i l'ajudem a aixecar-se, això és la compassió proximal: on veiem algú que ho necessita i l'ajudem, però, quan deia als meus fills: "Poseu-vos el casc", això és una compassió distal, prevenir el dany abans que es produeixi. I això requereix un conjunt d'habilitats diferents: requereix previsió social, anticipar el dany abans que es produeixi i intentar prevenir-lo, crec que és molt més susceptible a les influències educatives." La compassió distal també requereix una presa de perspectiva.
La compassió s'associa amb resultats psicològics, com ara l'augment de la consciència i la regulació de les emocions.
Tot i que l'empatia té un paper important a l'hora de motivar la cura dels altres i de guiar el comportament moral, la investigació de Jean Decety demostra que això està lluny de ser sistemàtic o independent de la identitat social dels objectius, les relacions interpersonals i el context social. Proposa que la preocupació empàtica (la compassió) ha evolucionat per afavorir els familiars i els membres d'un mateix grup social, pot esbiaixar la presa de decisions socials en valorar un sol individu sobre un grup d'altres, i això pot entrar en conflicte frontalment amb els principis d'⁣equitat i justícia.

### Fatiga
Les persones amb més capacitat o responsabilitat per empatitzar amb els altres poden estar en risc de patir "fatiga per compassió", també anomenada "estrès traumàtic secundari". Exemples de persones amb risc de fatiga per compassió són aquelles que dediquen un temps important a respondre a la informació relacionada amb el patiment dels altres sense guardar un equilibri. No obstant això, investigacions més recents de Singer i Ricard suggereixen que la manca d'una tolerància adequada a l'angoixa fa que la gent es cansi de les activitats relacionades amb la compassió. Les persones amb risc de fatiga per compassió solen mostrar aquests quatre atributs clau: disminució de la resistència i/o energia, disminució de la capacitat empàtica, impotència i/o desesperança i esgotament emocional. Les habilitats d'afrontament negatives també poden augmentar el risc de desenvolupar fatiga per compassió.
La pràctica de la compassió sense jutjar pot prevenir la fatiga i l'esgotament. Alguns mètodes que poden ajudar les persones a curar la fatiga de la compassió inclouen l'activitat física, menjar aliments saludables amb cada àpat, bones relacions amb els altres, gaudir d'interaccionar amb els altres de la comunitat, escriure un diari amb freqüència i dormir prou cada dia. La pràctica de l'atenció plena i l'autoconeixement també ajuda amb la fatiga de la compassió.

### Condicionants
El psicòleg Paul Gilbert proporciona factors que poden reduir la probabilitat que algú estigui disposat a ser compassiu amb un altre. Aquests inclouen (menys): simpatia, competència, mèrits, capacitat empàtica; competitivitat autocentrada, ansietat-depressió, aclaparament; i inhibidors en estructures i sistemes socials.
L'esvaïment de la compassió és la tendència de les persones a experimentar una disminució de l'empatia a mesura que augmenta el nombre de persones que necessiten ajuda. El terme va ser encunyat pel psicòleg Paul Slovic. És un tipus de biaix cognitiu que les persones fan servir per justificar la seva decisió d'ajudar o no, i per ignorar certa informació.
En un examen de la regulació motivada de la compassió en el context de crisis a gran escala, com ara els desastres naturals i els genocidis, la investigació va establir que la gent tendeix a sentir més compassió per les víctimes identificables individuals que les víctimes anònimes o grans masses de víctimes. La gent només mostra menys compassió per moltes víctimes que per les víctimes individuals de desastres quan esperen incórrer en un cost econòmic per ajudar. Aquest col·lapse de la compassió depèn de tenir la motivació i la capacitat de regular les emocions. Les persones són més propenses a oferir ajuda a un cert nombre de persones necessitades si aquest nombre s'acosta més al nombre total de persones necessitades. La gent se sent més compassiu cap als membres d'una altra espècie com més recentment la nostra espècie i la seva tenien un avantpassat comú.

## Neurobiologia
Olga Klimecki (et al.), va trobar àrees d'activació cerebral fMRI diferencials (no solapades) pel que fa a la compassió i l'empatia: la compassió es va associar amb l'escorça orbitofrontal, l'escorça cingulada anterior i el nucli estriat ventral. L'empatia, en canvi, es va associar amb el lòbul de l'ínsula i l'escorça cingulada (aMCC).
En un estudi realitzat per James Rilling i Gregory Berns, neurocientífics de la Universitat Emory, es van registrar les activitats cerebrals dels subjectes mentre ajudaven algú que ho necessitava. Es va trobar que mentre els subjectes realitzaven actes compassius, s'activaven el nucli caudat i les regions cingulars anteriors del cervell, les mateixes àrees del cervell associades amb el plaer i la recompensa. Una regió del cervell, l'escorça cingular anterior subgenual/ prosencèfal basal, contribueix a l'aprenentatge del comportament altruista, especialment en aquells amb trets d'empatia. El mateix estudi va mostrar una connexió entre donar a la caritat i la promoció del vincle social i la reputació personal.
La compassió pel dolor social en altres es va associar amb una forta activació a la part interoceptiva, inferior/posterior d'aquesta regió, mentre que la compassió pel dolor físic en altres implicava una activitat intensificada a la part exteroceptiva, superior/anterior. La compassió pel dolor social va activar aquesta secció superior/anterior, en menys mesura. L'activitat a l'ínsula anterior relacionada amb la compassió pel dolor social va assolir el seu màxim més tard i va aguantar més temps que l'associada amb la compassió pel dolor físic. Les emocions de compassió cap als altres afecten l'⁣escorça prefrontal, l'escorça frontal inferior i el mesencefàlic. Els sentiments i els actes de compassió estimulen àrees conegudes per regular l'homeòstasi, com la ínsula anterior, el cingulat anterior, el mesencèfal, l'escorça insular i l'hipotàlem, donant suport a la hipòtesi que les emocions socials utilitzen alguns dels mateixos dispositius bàsics implicats en altres emocions.